# Bom-sicka-bom
Bom-sicka-bom är en barnsång med text skriven av Astrid Lindgren och med musik av Georg Riedel.

## Inspelningar
En tidig inspelning gavs ut på en julskiva 1988, med material tidigare utgivet åren 1968–1981.

### Fotnoter
1. ↑  ”Svensk mediedatabas”. http://smdb.kb.se/catalog/id/001482771. Läst 19 maj 2011.